# Мураши (Пермский край)
Мураши — деревня в Пермском районе Пермского края. Входит в состав Култаевского сельского поселения.

## Географическое положение
Расположена на правом берегу реки Батуиха примерно в 6 км к северо-западу от административного центра поселения, села Култаево, и в 27 км к юго-западу от центра города Перми.

## Население
| 2010 |
| ---- |
| 68   |

## Улицы[2]
- Белова ул.
- Еловая ул.
- Заречная ул.
- Победы ул.
- Черешневый переулок пер.

## Топографические карты
- Лист карты O-40-76 Юго-камский. Масштаб: 1 : 100 000. Состояние местности на 1983 год. Издание 1984 г.